# Niebiański Mężnie Naprężony Brzeszczot
Niebiański Mężnie Naprężony Brzeszczot (jap. 天の尾羽張 Ame-no-Ohabari) – legendarny japoński miecz długi na dziesięć piędzi o dwusiecznym ostrzu.
Dzierżył go duch-demiurg Izanagi, który pociął nim Ducha Bijącego Blaskiem po tym, jak ten podczas porodu śmiertelnie oparzył swoją matkę, Izanami. Z krwi, która skapnęła z miecza, powstali Duch Roztrzaskujący Skały, Duch Roztrzaskujący Opokę, Mąż Odwalający Kamienie z Przejść do Pieczar Skalnych, Gwałtowna Moc Świętego Odrodzenia, Gwałtowna Moc Zamierania, Śmiały Mąż Walący Świętymi Młotami, Smok Przebywający w Ciemnościach i Duch Bluzgający Wodą w Ciemnościach. Miecz Izanagiego znany jest także jako Wspaniały Mężnie Naprężony Brzeszczot (jap. 伊都之尾羽張 Itsu-no-Ohabari).
Według Księgi dawnych wydarzeń Amaterasu i Duch z Nadmiarem Pomysłów zdecydowali się nakazać Wspaniałemu Mężnie Naprężonemu Brzeszczotowi lub jego synowi, Śmiałemu Mężowi Walącemu Świętymi Młotami, podporządkować sobie ziemskie duchy. W micie tym Wspaniały Mężnie Naprężony Brzeszczot potrafi mówić i jest rozumnym duchem. Proponuje, by Amaterasu posłała na ziemię jego syna. Śmiałemu Mężowi Walącemu Świętymi Młotami w podboju towarzyszył Duch Niebiańskiej Uskrzydlonej Łodzi (który mógł być zarówno łodzią, jak i świadomym duchem).